# Karlín, Brandýs nad Labem, Královské Vinohrady, Žižkov, Nusle, Vršovice (volební obvod Českého zemského sněmu)
Karlín, Brandýs nad Labem, Královské Vinohrady, Žižkov, Nusle, Vršovice byl jednomandátový volební obvod Českého zemského sněmu. Volili v něm občané soudních okresů Karlín, Brandýs nad Labem, Královské Vinohrady, Žižkov, Nusle a Vršovice, kteří splnili podmínky volebního cenzu. V rámci kuriového volebního systému se jednalo o skupinu venkovských obcí. Obvod nezahrnoval město Karlín, které tvořilo samostatný městský volební okres. Volební obvod byl zřízen s ustavením voleného sněmu v roce 1861 a definitivně zanikl se vznikem Československa roku 1918.

## Charakteristika obvodu
| Rok           | 1901   | 1908   |
| ------------- | ------ | ------ |
| Počet voličů  | 16 515 | 25 189 |
| Volební účast | 35,5   | 52,2   |

Volby probíhaly dvoukolovým většinovým systémem; pokud první kandidát nezískal více než 50 % hlasů, konalo se další kolo hlasování. Původně se volilo nepřímo systémem volitelů; kdy každá obec v okrese vyslala podle svého počtu obyvatel určitý počet volitelů, kteří se poté sešli a zvolili poslance. Od zemských voleb v roce 1901 byly zavedeny přímé volby. Volební právo bylo po celou dobu existence obvodu omezené podle daňového cenzu, volit mohli pouze občané dané oblasti platící alespoň 5 zlatých přímých daní. Volební řád nespecifikoval pohlaví oprávněných voličů, v praxi však úřady k volbám připouštěly pouze muže. Pro příklad omezeného volebního práva je možno uvést situaci ze zemských voleb 1908, kdy mělo volební právo  10,6 % občanského obyvatelstva.
Přestože obvod spadal do kurie venkovských obcí, poslední desítky let své existence byl městského charakteru. Zastaralý systém volebních obvodů totiž nereflektoval demografické změny a bouřlivý rozvoj pražských předměstí, jež  toto území zahrnovalo. Součástí obvodu bylo například město Královské Vinohrady, v šedesátých letech jen malá obec; v roce 1910 však již měly téměř 80 000 obyvatel a byly druhým největším městem Českého království. Roku 1908 byl tento obvod jednoznačně největší v celém království na počet voličů i počet obyvatel (25 000, resp. 240 000). Přesto stále volil pouze jednoho poslance.

## Seznam poslanců
| Poslanec      | Poslanec                  | Strana            | Volby      |
| ------------- | ------------------------- | ----------------- | ---------- |
|               | František Palacký         | staročeši         | 1861       |
| 1867 (leden)  | František Palacký         | staročeši         |            |
| 1867 (březen) | František Palacký         | staročeši         |            |
| 1869 dopl.    | František Palacký         | staročeši         |            |
| 1870          | František Palacký         | staročeši         |            |
|               | František Šimáček         | staročeši         | 1872       |
| 1873 dopl.    | František Šimáček         | staročeši         |            |
|               | Antonín Choděra           | staročeši         | 1874 dopl. |
|               | Antonín Otakar Zeithammer | staročeši         | 1875 dopl. |
| 1876 dopl.    | Antonín Otakar Zeithammer | staročeši         |            |
| 1877 dopl.    | Antonín Otakar Zeithammer | staročeši         |            |
| 1878          | Antonín Otakar Zeithammer | staročeši         |            |
| 1883          | Antonín Otakar Zeithammer | staročeši         |            |
|               | Julius Grégr              | mladočeši         | 1889       |
|               | Josef Herold              | mladočeši         | 1895       |
| 1901          | Josef Herold              | mladočeši         |            |
| 1908          | Josef Herold              | mladočeši         |            |
|               | Václav Choc               | národní sociálové | 1908 dopl. |

## Volby

### Doplňovací volby 1908
| Doplňovací zemské volby 1908 |                                         |                                         |             |             |             |            |            |            |
| Kandidát                     | Kandidát                                | Strana                                  | První volba | První volba | První volba | Užší volba | Užší volba | Užší volba |
| Kandidát                     | Kandidát                                | Strana                                  | Hlasy       | %           | ±%          | Hlasy      | %          | ±%         |
|                              | Václav Choc                             | Národní sociálové                       | 4 022       | 44,1        | +19,2       | 4 878      | 51,6       |            |
|                              | Jan Vejvar                              | Mladočeši                               | 3 830       | 42,0        | -13,1       | 4 532      | 47,9       |            |
|                              | Rudolf Jaroš                            | Sociální demokraté                      | 1 257       | 13,8        | +3,4        |            |            |            |
|                              | roztříštěné hlasy                       | roztříštěné hlasy                       | 18          | 0,2         | +0,1        | 47         | 0,5        |            |
| neplatné a prázdné hlasy     | neplatné a prázdné hlasy                | neplatné a prázdné hlasy                | 83          | 0,9         |             | 51         | 0,5        |            |
| Celkem/účast                 | Celkem/účast                            | Celkem/účast                            | 9 210       | 35,3        | -16,9       | 9 508      | 36,5       |            |
|                              | Národní sociálové získali od mladočechů | Národní sociálové získali od mladočechů | ±           |             |             |            |            |            |

### Volby 1908
| Zemské volby 1908        |                          |                          |             |             |             |
| Kandidát                 | Kandidát                 | Strana                   | První volba | První volba | První volba |
| Kandidát                 | Kandidát                 | Strana                   | Hlasy       | %           | ±%          |
|                          | Josef Herold             | Mladočeši                | 7 203       | 55,1        | -33,2       |
|                          | Václav Klofáč            | Národní sociálové        | 3 255       | 24,9        | +20,3       |
|                          | Rudolf Jaroš             | Sociální demokraté       | 1 668       | 10,4        | +6,0        |
|                          | Albert Werunsky          | Němečtí liberálové       | 620         | 4,7         |             |
|                          | Antonín Drápalík         | Spojení katolíci         | 316         | 2,4         |             |
|                          | roztříštěné hlasy        | roztříštěné hlasy        | 7           | 0,1         | -0,3        |
| neplatné a prázdné hlasy | neplatné a prázdné hlasy | neplatné a prázdné hlasy | 82          | 0,6         |             |
| Celkem/účast             | Celkem/účast             | Celkem/účast             | 13 150      | 52,2        | +15,1       |
|                          | Mladočeši obhájili       | Mladočeši obhájili       | ±           |             |             |

### Volby 1901
| Zemské volby 1901        |                          |                          |             |             |             |
| Kandidát                 | Kandidát                 | Strana                   | První volba | První volba | První volba |
| Kandidát                 | Kandidát                 | Strana                   | Hlasy       | %           | ±%          |
|                          | Josef Herold             | Mladočeši                | 5 229       | 88,3        | -10,1       |
|                          | Eduard Šeplavý           | Národní sociálové        | 271         | 4,6         |             |
|                          | Antonín Reis             | Sociální demokraté       | 261         | 4,4         |             |
|                          | J. R. Čepek              | Agrárníci                | 141         | 2,4         |             |
|                          | roztříštěné hlasy        | roztříštěné hlasy        | 22          | 0,4         |             |
| neplatné a prázdné hlasy | neplatné a prázdné hlasy | neplatné a prázdné hlasy | 21          | 0,4         |             |
| Celkem/účast             | Celkem/účast             | Celkem/účast             | 5 945       | 37,1        |             |
|                          | Mladočeši obhájili       | Mladočeši obhájili       | ±           |             |             |

### Volby 1895
| Zemské volby 1895        |                          |                          |             |             |             |
| Kandidát                 | Kandidát                 | Strana                   | První volba | První volba | První volba |
| Kandidát                 | Kandidát                 | Strana                   | Hlasy       | %           | ±%          |
|                          | Josef Herold             | Mladočeši                | 375         | 98,4        | +48,2       |
|                          | Alois Rašín              | radikální kandidát       | 3           | 0,8         |             |
|                          | Jaromír Hušek            | Antisemité               | 2           | 0,5         |             |
|                          | Josef Kostomlatský       | nezávislý                | 1           | 0,3         |             |
| neplatné a prázdné hlasy | neplatné a prázdné hlasy | neplatné a prázdné hlasy | 7           | 1,8         |             |
| Celkem/účast             | Celkem/účast             | Celkem/účast             | 388         | 90,2        |             |
|                          | Mladočeši obhájili       | Mladočeši obhájili       | ±           |             |             |

### Volby 1889
| Zemské volby 1889        |                                 |                                 |             |             |             |
| Kandidát                 | Kandidát                        | Strana                          | První volba | První volba | První volba |
| Kandidát                 | Kandidát                        | Strana                          | Hlasy       | %           | ±%          |
|                          | Julius Grégr                    | Mladočeši                       | 151         | 50,2        |             |
|                          | Antonín Otakar Zeithammer       | Staročeši                       | 150         | 49,8        | -48,8       |
| neplatné a prázdné hlasy | neplatné a prázdné hlasy        | neplatné a prázdné hlasy        | 1           | 0,3         |             |
| Celkem/účast             | Celkem/účast                    | Celkem/účast                    | 302         |             |             |
|                          | Mladočeši získali od staročechů | Mladočeši získali od staročechů | ±           |             |             |

### Volby 1883
| Zemské volby 1883        |                           |                          |             |             |             |
| Kandidát                 | Kandidát                  | Strana                   | První volba | První volba | První volba |
| Kandidát                 | Kandidát                  | Strana                   | Hlasy       | %           | ±%          |
|                          | Antonín Otakar Zeithammer | Staročeši                | 284         | 98,6        | +10,8       |
|                          | Josef Stára               | nezávislý                | 4           | 1,4         |             |
| neplatné a prázdné hlasy | neplatné a prázdné hlasy  | neplatné a prázdné hlasy | 9           | 3,0         |             |
| Celkem/účast             | Celkem/účast              | Celkem/účast             | 297         |             |             |
|                          | Staročeši obhájili        | Staročeši obhájili       | ±           |             |             |

### Volby 1878
| Zemské volby 1878        |                           |                          |             |             |             |
| Kandidát                 | Kandidát                  | Strana                   | První volba | První volba | První volba |
| Kandidát                 | Kandidát                  | Strana                   | Hlasy       | %           | ±%          |
|                          | Antonín Otakar Zeithammer | Staročeši                | 173         | 87,8        | +11,5       |
|                          | Karel Hartig              | Mladočeši                | 18          | 9,1         | -13,1       |
|                          | Karel Sladkovský          | Mladočeši                | 4           | 2,0         |             |
|                          | Čeněk Alter               | Ústavověrný              | 2           | 1,0         | ±0,0        |
| neplatné a prázdné hlasy | neplatné a prázdné hlasy  | neplatné a prázdné hlasy | 4           | 2,0         |             |
| Celkem/účast             | Celkem/účast              | Celkem/účast             | 201         | 93,9        |             |
|                          | Staročeši obhájili        | Staročeši obhájili       | ±           |             |             |

### Doplňovací volby 1877
| Doplňovací zemské volby 1877 |                           |                          |             |             |             |
| Kandidát                     | Kandidát                  | Strana                   | První volba | První volba | První volba |
| Kandidát                     | Kandidát                  | Strana                   | Hlasy       | %           | ±%          |
|                              | Antonín Otakar Zeithammer | Staročeši                | 148         | 76,3        | +4,2        |
|                              | Karel Hartig              | Mladočeši                | 43          | 22,2        | -2,2        |
|                              | Čeněk Alter               | Ústavověrný              | 2           | 1,0         | -2,0        |
|                              | Edmund Kaizl              | Staročeši                | 1           | 0,5         |             |
| neplatné a prázdné hlasy     | neplatné a prázdné hlasy  | neplatné a prázdné hlasy | 0           | 0,0         |             |
| Celkem/účast                 | Celkem/účast              | Celkem/účast             | 194         |             |             |
|                              | Staročeši obhájili        | Staročeši obhájili       | ±           |             |             |

### Doplňovací volby 1876
| Doplňovací zemské volby 1876 |                           |                          |             |             |             |
| Kandidát                     | Kandidát                  | Strana                   | První volba | První volba | První volba |
| Kandidát                     | Kandidát                  | Strana                   | Hlasy       | %           | ±%          |
|                              | Antonín Otakar Zeithammer | Staročeši                | 145         | 72,1        | +9,2        |
|                              | Karel Hartig              | Mladočeši                | 49          | 24,4        | -10,8       |
|                              | Röthlein Ellenberger      | Ústavověrný              | 6           | 3,0         | +1,6        |
|                              | Eduard Hartmann           | Ústavověrný              | 1           | 0,5         |             |
| neplatné a prázdné hlasy     | neplatné a prázdné hlasy  | neplatné a prázdné hlasy | 1           | 0,5         |             |
| Celkem/účast                 | Celkem/účast              | Celkem/účast             | 202         |             |             |
|                              | Staročeši obhájili        | Staročeši obhájili       | ±           |             |             |

### Doplňovací volby 1875
| Doplňovací zemské volby 1875 |                           |                          |             |             |             |
| Kandidát                     | Kandidát                  | Strana                   | První volba | První volba | První volba |
| Kandidát                     | Kandidát                  | Strana                   | Hlasy       | %           | ±%          |
|                              | Antonín Otakar Zeithammer | Staročeši                | 134         | 62,9        | -17,5       |
|                              | Jan Kučera                | Mladočeši                | 75          | 35,2        | +17,6       |
|                              | Röthlein Ellenberger      | Ústavověrný              | 3           | 1,4         | -0,6        |
|                              | František Palacký         | Staročeši                | 1           | 0,5         |             |
| neplatné a prázdné hlasy     | neplatné a prázdné hlasy  | neplatné a prázdné hlasy | 0           | 0,0         |             |
| Celkem/účast                 | Celkem/účast              | Celkem/účast             | 213         | 99,5        | +5,6        |
|                              | Staročeši obhájili        | Staročeši obhájili       | ±           |             |             |

### Doplňovací volby 1874
| Doplňovací zemské volby 1874 |                          |                          |             |             |             |
| Kandidát                     | Kandidát                 | Strana                   | První volba | První volba | První volba |
| Kandidát                     | Kandidát                 | Strana                   | Hlasy       | %           | ±%          |
|                              | Antonín Choděra          | Staročeši                | 160         | 80,4        | -19,1       |
|                              | dr. Biener               | Mladočeši                | 23          | 11,6        |             |
|                              | Alois Pravoslav Trojan   | Mladočeši                | 12          | 6,0         |             |
|                              | Röthlein Ellenberger     | Ústavověrný              | 4           | 2,0         |             |
| neplatné a prázdné hlasy     | neplatné a prázdné hlasy | neplatné a prázdné hlasy | 0           | 0,0         |             |
| Celkem/účast                 | Celkem/účast             | Celkem/účast             | 199         | 93,9        | +7,9        |
|                              | Staročeši obhájili       | Staročeši obhájili       | ±           |             |             |

### Doplňovací volby 1873
| Doplňovací zemské volby 1873 |                          |                          |             |             |             |
| Kandidát                     | Kandidát                 | Strana                   | První volba | První volba | První volba |
| Kandidát                     | Kandidát                 | Strana                   | Hlasy       | %           | ±%          |
|                              | František Šimáček        | Staročeši                | 183         | 99,5        | -0,5        |
|                              | František Palacký        | Staročeši                | 1           | 0,5         |             |
| neplatné a prázdné hlasy     | neplatné a prázdné hlasy | neplatné a prázdné hlasy | 0           | 0,0         |             |
| Celkem/účast                 | Celkem/účast             | Celkem/účast             | 184         | 86,0        | -11,8       |
|                              | Staročeši obhájili       | Staročeši obhájili       | ±           |             |             |

### Volby 1872
| Zemské volby 1872        |                          |                          |             |             |             |
| Kandidát                 | Kandidát                 | Strana                   | První volba | První volba | První volba |
| Kandidát                 | Kandidát                 | Strana                   | Hlasy       | %           | ±%          |
|                          | František Šimáček        | Staročeši                | 175         | 100         | ±0,0        |
| neplatné a prázdné hlasy | neplatné a prázdné hlasy | neplatné a prázdné hlasy | 0           | 0,0         |             |
| Celkem/účast             | Celkem/účast             | Celkem/účast             | 175         | 97,8        | +0,6        |
|                          | Staročeši obhájili       | Staročeši obhájili       | ±           |             |             |

### Volby 1870
| Zemské volby 1870        |                          |                          |             |             |             |
| Kandidát                 | Kandidát                 | Strana                   | První volba | První volba | První volba |
| Kandidát                 | Kandidát                 | Strana                   | Hlasy       | %           | ±%          |
|                          | František Palacký        | Staročeši                | 174         | 100         | ±0,0        |
| neplatné a prázdné hlasy | neplatné a prázdné hlasy | neplatné a prázdné hlasy | 0           | 0,0         |             |
| Celkem/účast             | Celkem/účast             | Celkem/účast             | 174         | 97,2        | +0,5        |
|                          | Staročeši obhájili       | Staročeši obhájili       | ±           |             |             |

### Doplňovací volby 1869
| Doplňovací zemské volby 1869 |                          |                          |             |             |             |
| Kandidát                     | Kandidát                 | Strana                   | První volba | První volba | První volba |
| Kandidát                     | Kandidát                 | Strana                   | Hlasy       | %           | ±%          |
|                              | František Palacký        | Staročeši                | 146         | 100         | +0,8        |
| neplatné a prázdné hlasy     | neplatné a prázdné hlasy | neplatné a prázdné hlasy | 0           | 0,0         |             |
| Celkem/účast                 | Celkem/účast             | Celkem/účast             | 146         | 96,7        | -1,1        |
|                              | Staročeši obhájili       | Staročeši obhájili       | ±           |             |             |

### Volby 1867 (březen)
| Zemské volby 1867 (březen) |                            |                          |             |             |             |
| Kandidát                   | Kandidát                   | Strana                   | První volba | První volba | První volba |
| Kandidát                   | Kandidát                   | Strana                   | Hlasy       | %           | ±%          |
|                            | František Palacký          | Staročeši                | 131         | 99,2        | -0,8        |
|                            | Werner von Riese-Stallburg | Ústavověrný              | 1           | 0,8         |             |
| neplatné a prázdné hlasy   | neplatné a prázdné hlasy   | neplatné a prázdné hlasy | 0           | 0,0         |             |
| Celkem/účast               | Celkem/účast               | Celkem/účast             | 132         | 97,8        | +0,8        |
|                            | Staročeši obhájili         | Staročeši obhájili       | ±           |             |             |

### Volby 1867 (leden)
| Zemské volby 1867 (leden) |                          |                          |             |             |             |
| Kandidát                  | Kandidát                 | Strana                   | První volba | První volba | První volba |
| Kandidát                  | Kandidát                 | Strana                   | Hlasy       | %           | ±%          |
|                           | František Palacký        | Staročeši                | 131         | 100         | ±0,0        |
| neplatné a prázdné hlasy  | neplatné a prázdné hlasy | neplatné a prázdné hlasy | 0           | 0,0         |             |
| Celkem/účast              | Celkem/účast             | Celkem/účast             | 131         | 97,0        |             |
|                           | Staročeši obhájili       | Staročeši obhájili       | ±           |             |             |

### Volby 1861
| Zemské volby 1861        |                                |                                |             |             |             |
| Kandidát                 | Kandidát                       | Strana                         | První volba | První volba | První volba |
| Kandidát                 | Kandidát                       | Strana                         | Hlasy       | %           | ±%          |
|                          | František Palacký              | Staročeši                      |             | 100         |             |
| neplatné a prázdné hlasy |                                |                                |             |             |             |
| Celkem/účast             |                                |                                |             |             |             |
|                          | Staročeši získali (nový obvod) | Staročeši získali (nový obvod) | ±           |             |             |